# Mixocera frustratoria
Mixocera frustratoria là một loài bướm đêm trong họ Geometridae.